# NGC 4019
NGC 4019 é uma galáxia espiral barrada (SBb) localizada na direcção da constelação de Coma Berenices. Possui uma declinação de +14° 06' 15" e uma ascensão recta de 12 horas, 01 minutos e 10,5 segundos.
A galáxia NGC 4019 foi descoberta em 23 de Abril de 1832 por John Herschel.